# 肉桂潘鰍
肉桂潘鰍為輻鰭魚綱鯉形目鰍科的其中一種，為熱帶淡水魚，分布於亞洲泰國至馬來西亞、蘇門答臘、爪哇島西部淡水流域，體長可達6公分，棲息在水生植物生長、水流緩慢的底層水域，生活習性不明。

## 扩展阅读
維基物種上的相關：肉桂潘鰍